# Brandnacht (Film)
Brandnacht ist ein Schweizer Film aus dem Jahre 1992. Regie führte Markus Fischer. Der Film basiert auf der gleichnamigen Erzählung von Sam Jaun.

## Handlung
Der ehemalige Oberleutnant Peter Keller wird von einem Bewohner eines Emmentaler Dorfes um Hilfe gebeten. Dieser wird beschuldigt, eine Frau vergewaltigt und ermordet zu haben, und bittet Peter Keller um Aufklärung. Schnell erkennt er, dass die Idylle des Dorfes trügt. So betreibt die Mutter der Ermordeten ein Bordell, ihr Ex-Mann, der Ex-Polizist Tobler, bedroht ihn und sein Jugendfreund Josef führt eine Sekte an.
Keller freundet sich mit dem lesbischen Paar Uta und Margarethe an. Margarethe betreibt eine kleine Autowerkstatt und Uta hilft Peter nach anfänglicher Ablehnung. Obwohl Uta in einer Beziehung ist, kommt sie Peter näher.
Peters Ermittlungen werden weiterhin von mehreren Dorfbewohnern torpediert, einmal wird Peter mit seinem Auto von der Strasse gedrängt und verletzt sich schwer. Während der Feierlichkeiten zum ersten August, dem Schweizer Nationalfeiertag, zündet Josef im Wahn seine hölzerne Kapelle an und wählt den Freitod in den Flammen, weil er sich für den Mörder hält. Peter Keller hat jedoch herausgefunden, dass Tobler der Mörder gewesen ist.

## Kritik
„Wenig ernsthafte Verfilmung eines Kriminalromans; der bittere Abgesang der Vorlage auf die Heimat gerät zum genüßlichen Schmierenstück.“